# Supercoppa del Belgio 1997
La Supercoppa del Belgio 1997 (in francese Supercoupe de Belgique, in fiammingo Belgische Supercup) è stata la 18ª edizione della Supercoppa del Belgio di calcio.
La partita fu disputata dal Lierse, vincitore del campionato, e dal Germinal Ekeren, vincitore della coppa.
L'incontro si giocò il 6 agosto 1997 allo Stadio Constant Vanden Stock di Anderlecht e vide la vittoria del Lierse, al suo primo titolo.

## Tabellino
| Arbitro: | Marcel Javaux |

|             |           |  |
| Huistra 73’ | Marcatori |  |